# Spotorno
Spotorno is een gemeente in de Italiaanse provincie Savona (regio Ligurië) en telt 4171 inwoners (31-12-2004). De oppervlakte bedraagt 8,1 km², de bevolkingsdichtheid is 335 inwoners per km².

## Demografie
Spotorno telt ongeveer 2132 huishoudens. Het aantal inwoners daalde in de periode 1991-2001 met 10,8% volgens cijfers uit de tienjaarlijkse volkstellingen van ISTAT.
| Jaar | Inwoneraantal |
| ---- | ------------- |
| 1991 | 4264          |
| 2001 | 3803          |

## Geografie
Spotorno grenst aan de volgende gemeenten: Bergeggi, Noli, Vado Ligure, Vezzi Portio.